# Gnas

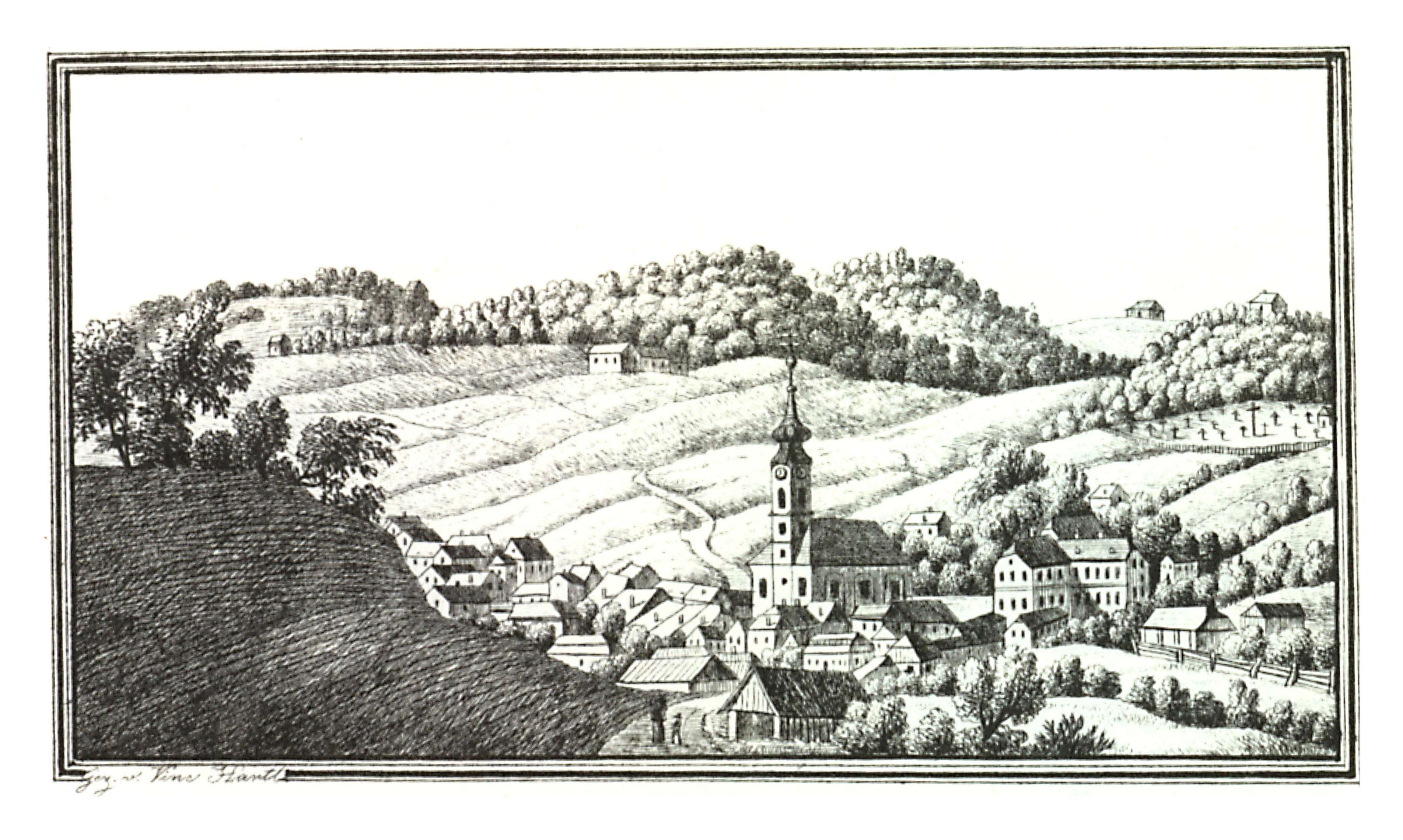
Vinzenz Hartl, Ansicht von Gnas, Feldbach, um 1830

Gnas ist eine Marktgemeinde mit 5977 Einwohnern (Stand 1. Jänner 2024) im Südosten der Steiermark im Bezirk Südoststeiermark. Im Rahmen der Gemeindestrukturreform in der Steiermark ist die Gemeinde seit 2015 mit den Gemeinden Aug-Radisch, Baumgarten bei Gnas, Grabersdorf, Maierdorf, Poppendorf, Raning, Trössing, Unterauersbach und einem Teil von Kohlberg zusammengeschlossen und führt den Namen Gnas weiter. Grundlage dafür ist das Steiermärkische Gemeindestrukturreformgesetz – StGsrG.

## Geographie

### Geographische Lage
Gnas liegt circa 38 km südöstlich von Graz und etwa 10 km südlich der Bezirkshauptstadt Feldbach im Oststeirischen Hügelland.

### Gemeindegliederung
Das Gemeindegebiet umfasst 27 Ortschaften (in Klammern Einwohnerzahl, Stand 1. Jänner 2024):
- Aug (92)
- Badenbrunn (90)
- Baumgarten (188)
- Burgfried (577)
- Ebersdorf (226)
- Fischa (82)
- Glatzental (126)
- Gnas (782)
- Grabersdorf (332)
- Hirsdorf (129)
- Höf (60)
- Katzelsdorf (43)
- Katzendorf (190)
- Kinsdorf (126)
- Kohlberg (294)
- Ludersdorf (94)
- Maierdorf (135)
- Oberauersbach (84)
- Obergnas (262)
- Pernreith (111)
- Poppendorf (260)
- Radisch (178)
- Raning (514)
- Thien (252)
- Trössing (254)
- Unterauersbach (220)
- Wörth (276)

Die Gemeinde besteht aus 14 Katastralgemeinden (Fläche Stand 31. Dezember 2023):
- Aug-Radisch (453,48 ha)
- Baumgarten (898,23 ha)
- Ebersdorf (264,82 ha)
- Fischa (406,49 ha)
- Gnas (505,07 ha)
- Grabersdorf (635,69 ha)
- Hirsdorf (268,72 ha)
- Kohlberg II (464,98 ha)
- Maierdorf (661,96 ha)
- Obergnas (676,55 ha)
- Poppendorf (865,46 ha)
- Raning (826,33 ha)
- Trössing (416,45 ha)
- Unterauersbach (796,04 ha)

### Eingemeindungen
Mit 1. Jänner 1964 wurden die Gemeinden Fischa und Obergnas mit Gnas zusammengelegt.

### Nachbargemeinden
| Sankt Stefan im Rosental  | Paldau                                      | Feldbach         |
| Jagerberg                 | Kompassrose, die auf Nachbargemeinden zeigt | Bad Gleichenberg |
| Sankt Peter am Ottersbach |                                             | Straden          |

## Geschichte
Funde belegen die Besiedelung des Gebietes seit 3000 Jahren. Das früheste Schriftzeugnis ist von 891 und lautet „aqua Knesaha“. Der Name geht auf slowenisch knez (Fürst, Großgrundbesitzer) zurück. Es liegt die Benennung eines Besitzverhältnisses zugrunde. Der Flurname ging auf den Fluss und auf die Siedlung über. Die Markturkunde stammt aus 1229. Der lustige Dieter besiedelt ein nach der Pest verlassenes Haus, von der noch die Pestsäule zeugt. Kuruzzen aus Ungarn und später Türken überfielen das Land.
In die Geschichte des Marktes ging der Brand von 1822 ein. Am 15. Juni 1822 steht zuerst eine Rauchsäule über der Nagelschmiede Seitz. Obwohl Menschen mit Eimerketten versuchen zu löschen verbreiten fliegende brennende Strohbündel der überwiegend strohgedeckten, eng beieinander stehenden Häuser den Brand auf beide Häuserreihen und den oberen Markt. 55 Wohnhäuser werden zerstört, 69 Familien obdachlos, die Mutter des Bäckermeisters starb, viele wurden verletzt. Schriften und Urkunden des Marktarchivs wurden gerettet, bevor das Rathaus abbrannte. Die Kirche blieb fast völlig heil, neun Häuser wurden verschont. Acht Fuhrwagen Lebensmittel kamen schon am nächsten Tag aus Feldbach, mit der Arbeitshilfe aus Nachbarorten konnten bis Winter wieder Unterkünfte geschaffen werden. Ein Gedenkbuch listet 782 Spender, der 14. Juni wird als Gedenktag mit einer Prozession auf den Kalvarienberg begangen.
Nach dem Zweiten Weltkrieg endete 1955 die britische Besatzungszeit. Straßen wurden gepflastert, später asphaltiert. Der Straßenraum des Ortes wurde umgestaltet. Am 1. Jänner 2013 wurden zwei Bezirke, am 1. Jänner 2015 zehn Gemeinden zusammengelegt.

### Einwohnerentwicklung

Die Ortschaft Obergnas von Süden

| Gnas: Einwohnerzahlen von 1869 bis 2024             | Gnas: Einwohnerzahlen von 1869 bis 2024 | Gnas: Einwohnerzahlen von 1869 bis 2024 | Gnas: Einwohnerzahlen von 1869 bis 2024 | Gnas: Einwohnerzahlen von 1869 bis 2024 |
| --------------------------------------------------- | --------------------------------------- | --------------------------------------- | --------------------------------------- | --------------------------------------- |
| Jahr                                                |                                         |                                         |                                         | Einwohner                               |
| 1869                                                | 1869                                    |                                         | 7.048                                   | 7.048                                   |
| 1880                                                | 1880                                    |                                         | 7.443                                   | 7.443                                   |
| 1890                                                | 1890                                    |                                         | 7.416                                   | 7.416                                   |
| 1900                                                | 1900                                    |                                         | 6.988                                   | 6.988                                   |
| 1910                                                | 1910                                    |                                         | 6.729                                   | 6.729                                   |
| 1923                                                | 1923                                    |                                         | 6.575                                   | 6.575                                   |
| 1934                                                | 1934                                    |                                         | 6.743                                   | 6.743                                   |
| 1939                                                | 1939                                    |                                         | 6.471                                   | 6.471                                   |
| 1951                                                | 1951                                    |                                         | 6.241                                   | 6.241                                   |
| 1961                                                | 1961                                    |                                         | 6.129                                   | 6.129                                   |
| 1971                                                | 1971                                    |                                         | 6.446                                   | 6.446                                   |
| 1981                                                | 1981                                    |                                         | 6.548                                   | 6.548                                   |
| 1991                                                | 1991                                    |                                         | 6.481                                   | 6.481                                   |
| 2001                                                | 2001                                    |                                         | 6.419                                   | 6.419                                   |
| 2011                                                | 2011                                    |                                         | 6.239                                   | 6.239                                   |
| 2021                                                | 2021                                    |                                         | 5.995                                   | 5.995                                   |
| 2024                                                | 2024                                    |                                         | 5.977                                   | 5.977                                   |
| Quelle(n): Statistik Austria, Gebietsstand 1.1.2021 |                                         |                                         |                                         |                                         |

## Kultur und Sehenswürdigkeiten

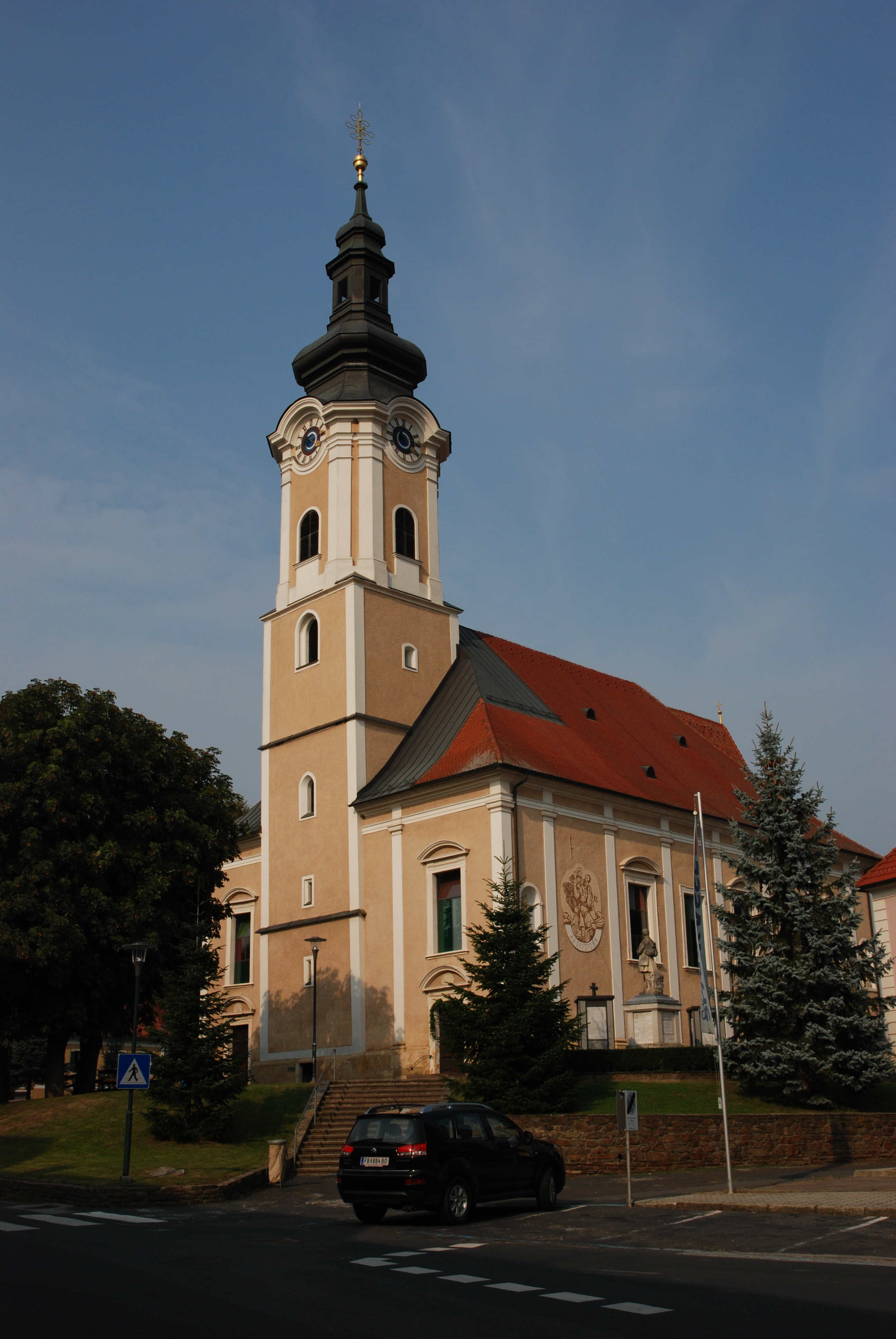
Pfarrkirche Gnas

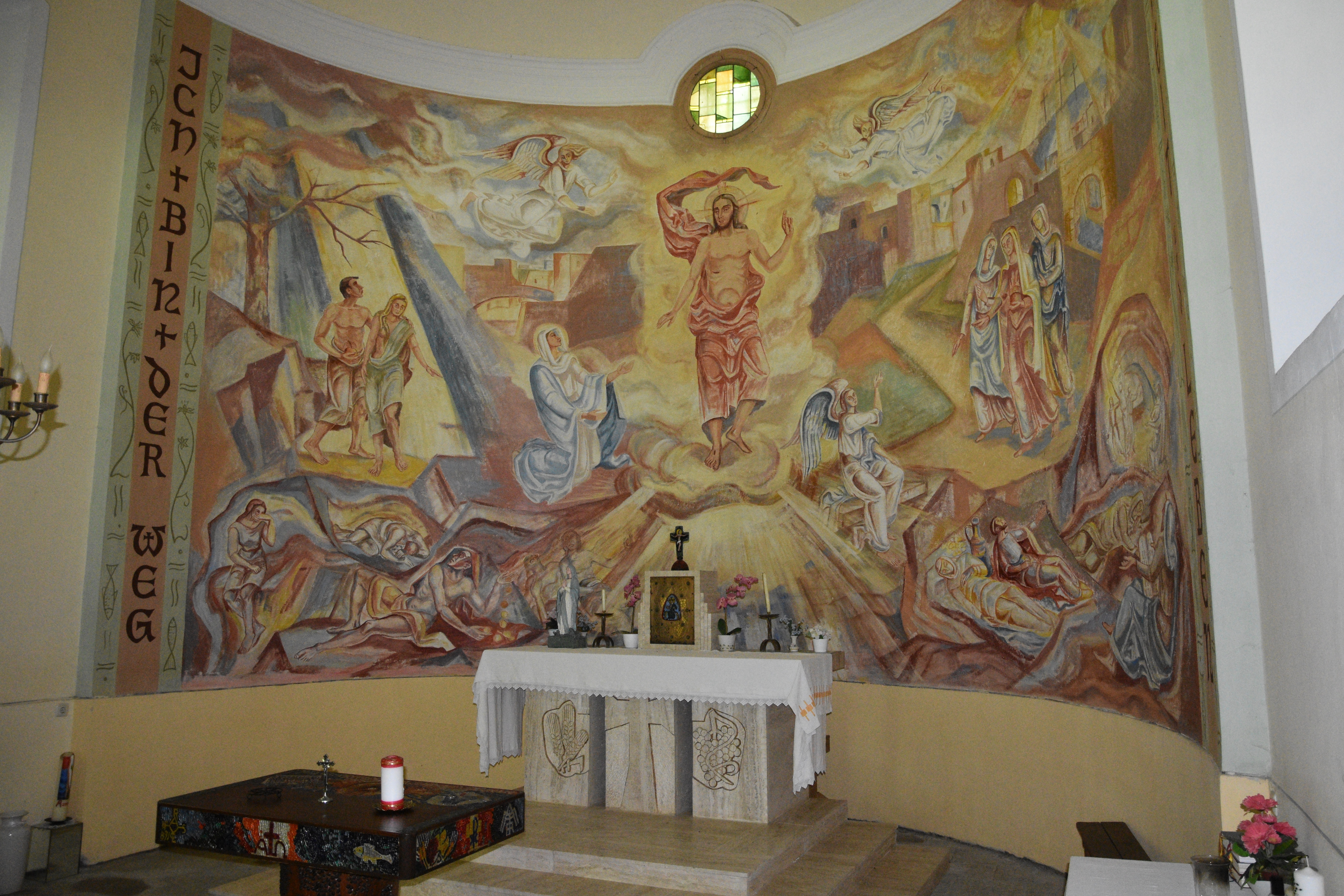
Innenansicht Kalvarienbergkirche Gnas

- Katholische Pfarrkirche Gnas hl. Maria
- Kalvarienberg Gnas
- Im Oktober 2015 wurde die bronzene begehbare Reformskulptur „la familia“ aus der Hand des Bolivianers Fernando Crespo Camacho errichtet, die das Versammeln von zehn Gemeindeflächen zu einer – ungefähr herzförmigen – durch vier Familienmitglieder mittels eines Seils darstellt.[9][10]

### Vereine
- Freiwillige Feuerwehr Gnas
- Freiwillige Feuerwehr Obergnas
- Rotes Kreuz Gnas
- Katholische Jugend Gnas
- Kinder- und Jugendvolkstanzgruppe Obergnas
- Volkstanzgruppe Gnas
- Marktmusikkapelle Gnas
- Oldtimer-Club Gnas
- Fotoclub Gnas
- USV Gnas (Sportverein)
- USV Obergnas

## Wirtschaft und Infrastruktur

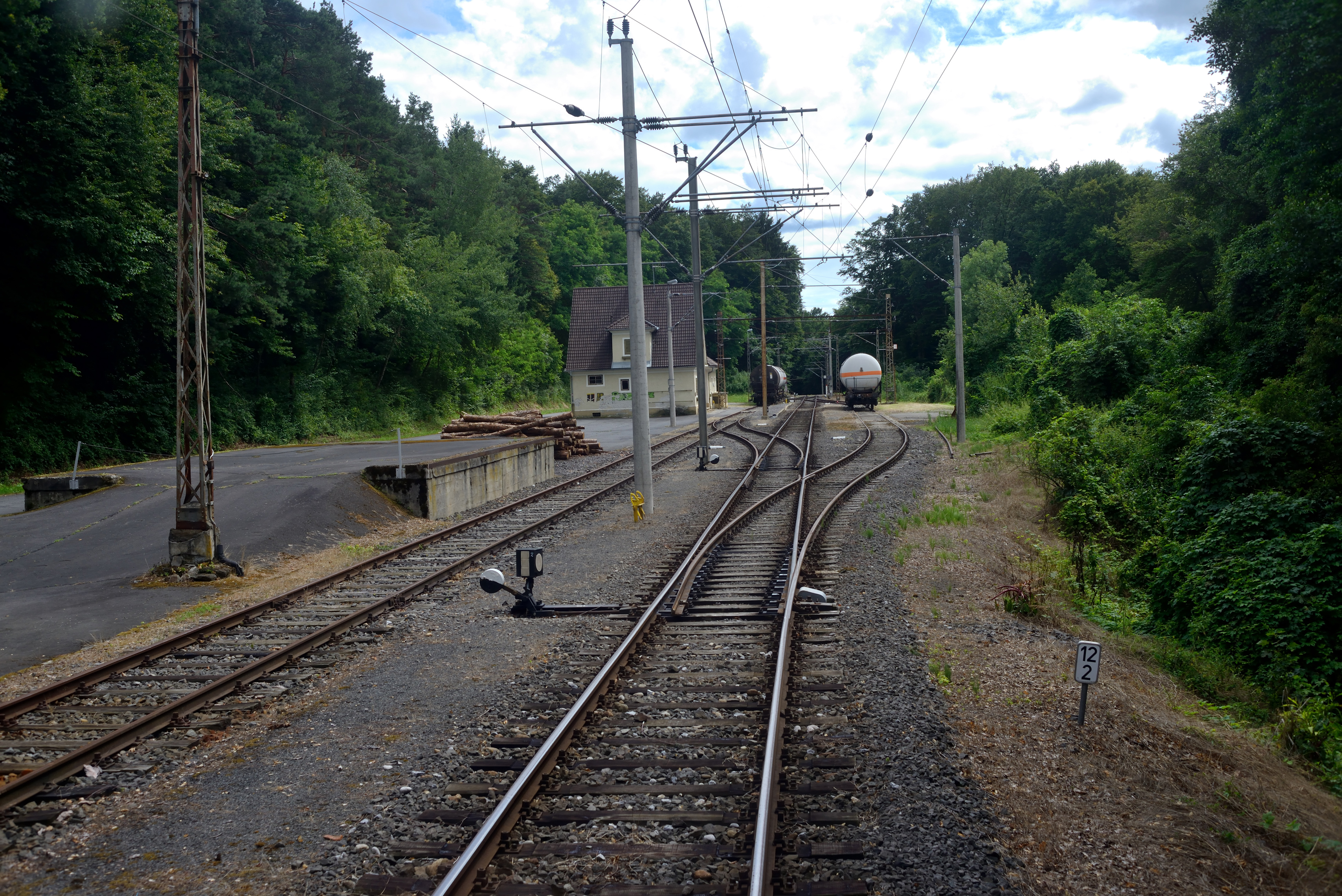
Bahnhof Gnas

Gnas ist Handels- und Gewerbestandort mit Unternehmen in verschiedenen Branchen.

### Verkehr
Durch den Ort führt die Strecke der Landesbahn Feldbach–Bad Gleichenberg von Feldbach nach Bad Gleichenberg. Die Züge der Landesbahn Steiermark verkehren von Feldbach nach Gleichenberg und zurück und halten in Gnas.

## Politik

### Bürgermeister
- bis 2010 Günther Stangl (ÖVP)
- seit 2010 Gerhard Meixner (ÖVP)[11]

### Gemeinderat
Der Gemeinderat bestand bis Ende 2014 aus 15 Mitgliedern. Durch die gestiegene Bevölkerungszahl der neuen Großgemeinde gehören diesem seit 2015 nun 25 Mitglieder an.
Mit den Gemeinderatswahlen in der Steiermark 2020 hat der Gemeinderat folgende Verteilung:
- 21 ÖVP,
- 02 FPÖ,
- 01 SPÖ und
- 01 Grüne.

| Partei          | 2020    | 2020  | 2020    | 2015    | 2010    | 2005    |
| Partei          | Stimmen | %     | Mandate | Mandate | Mandate | Mandate |
| --------------- | ------- | ----- | ------- | ------- | ------- | ------- |
| ÖVP             | 2616    | 79    | 21      | 20      | 11      | 9       |
| SPÖ             | 166     | 5     | 1       | 1       | 2       | 6       |
| Hubert Niederl  |         |       |         |         | 2       |         |
| GRÜNE           | 215     | 7     | 1       | 1       |         |         |
| FPÖ             | 308     | 9     | 2       | 3       |         |         |
| Wahlberechtigte | 5.087   | 5.087 | 5.087   |         |         |         |
| Wahlbeteiligung | 66 %    | 66 %  | 66 %    | 80 %    |         |         |

### Wappen
Die Erstgestaltung des Wappens ist unbekannt, da die Unterlagen durch einen Brand vernichtet wurden. Der römisch-deutsche König und spätere Kaiser Ferdinand I. verlieh dem landesfürstlichen Markt am 19. Januar 1552 ein neues Wappen. Da Gnas in der ersten Hälfte des 16. Jahrhunderts im Besitz der männlichen Linie des ausgestorbenen Geschlechts der Reichenburger war und diese einen blauen Wolf im Schild führten, wurde das Gnaser Wappen so gestaltet.
Die Blasonierung in der Urkunde lautet: „… einen weyßen oder Silberfarben Schillt darinn gegen den vorderen obern Egg ain vorderthaill aines Plawen Wolffs gestallt, auf seinenm Kopff habent ain Gelbe oder Goldtfarbe Cron mit offnem Maul, Rotter ausgeslagner zungen und seinen fürgeschossenen Fuessen …“

Wappen der Vorgängergemeinden
Aug-Radisch
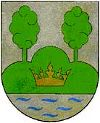
Baumgarten bei Gnas
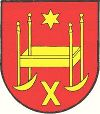
Grabersdorf
Kohlberg
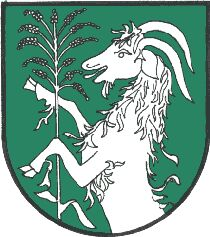
Maierdorf
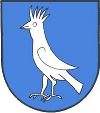
Poppendorf
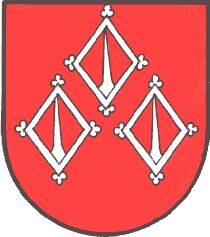
Raning
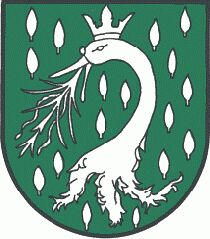
Trössing
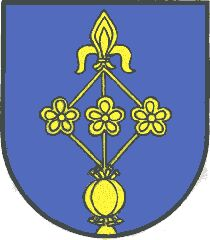
Unterauersbach

Alle zehn Vorgängergemeinden hatten ein Gemeindewappen. Wegen der Gemeindezusammenlegung verloren diese mit 1. Jänner 2015 ihre offizielle Gültigkeit. Die Neuverleihung des Gemeindewappens für die Fusionsgemeinde erfolgte mit Wirkung vom 5. Mai 2018.
Die Blasonierung (Wappenbeschreibung) lautet: „In Silber aus dem linken unteren Schildrand wachsend und nach rechts oben springend ein blauer, rot bezungter und golden gekrönter Wolf.“

## Persönlichkeiten

### Ehrenbürger der Gemeinde
- 1985: Josef Krainer (1930–2016), Landeshauptmann
- 2015: Gerhard Meixner (* 1962), Bürgermeister von Gnas[15]

### Söhne und Töchter der Gemeinde
- Hans Roth (Politiker, 1889) (* 1889 in Obergnas; † 1969 in Graz), österreichischer Politiker (CS, ÖVP), Bauer und Gastwirt, Abgeordneter zum Steiermärkischen Landtag 1923–1928, Abgeordneter zum Nationalrat 1930–1934, 1945–1959
- Hans Roth (Unternehmer, 1916) (* 1916 in Obergnas; † 2008 in Gnas), österreichischer Unternehmer
- Arnulf Pilhatsch (* 1925 in Gnas; † 2000 in Sankt Nikolai im Sausal), Sportler
- Hans Roth (Unternehmer, 1946), österreichischer Unternehmer
- Alois Puntigam (* 1938 in Burgfried), österreichischer Politiker ÖVP
- Gerhard Hirschmann (1951–2019), Politiker, Landesrat in der Steiermark
- Brigitte Kren (* 1954), Schauspielerin
- Luis Haas, Hörfunkmoderator (Antenne Steiermark)
- Anja Plaschg (* 1990 in Gnas), österreichische Musikerin und Sängerin (Soap&Skin)